# Rankovický triangl
Rankovický triangl este o arie protejată (arie specială de conservare — SAC, sit de importanță comunitară — SCI) din Republica Cehă întinsă pe o suprafață de 11,91 ha, integral pe uscat.

## Localizare
Centrul sitului Rankovický triangl este situat la coordonatele 50°00′21″N 12°50′39″E / 50.005833°N 12.844167°E.

## Înființare
Situl Rankovický triangl a fost declarat sit de importanță comunitară în noiembrie 2009 pentru a proteja 1 specie de animale. Situl a fost protejat și ca arie specială de conservare în iulie 2012.

## Biodiversitate
Situată în ecoregiunea continentală, aria protejată nu include niciun habitat protejat.
La baza desemnării sitului se află o specie protejată de  nevertebrate: fluturele auriu (Euphydryas aurinia).